# Antti Laaksonen
Antti Akseli Laaksonen (Tammela, 3 ottobre 1973) è un ex hockeista su ghiaccio finlandese.

## Palmarès

### Olimpiadi
- Argento a Torino 2006.

### Mondiali
- Argento a Hannover 2001.

### World Cup
- Argento a Canada 2004.